# Nicolás de Trani
Nicolás de Trani o el Peregrino (Steiri, Grecia, 1075-Trani, Pulla, 1094) fue un cristiano griego, predicador en la Pulla. Es venerado como santo por la Iglesia católica.

## Biografía
Nicolás había nacido en Beocia. Era pastor y vivía en soledad en la montaña, dedicado a la oración y la meditación. Hizo vida eremítica y comenzó a recorrer la región con la cruz en la mano diciendo a todo el mundo la invocación Kirie eleison ("Señor, tened piedad de nosotros") y cantando himnos y alabanzas religiosas. Eso provocó que los otros se burlaran o le tomaran por loco. 

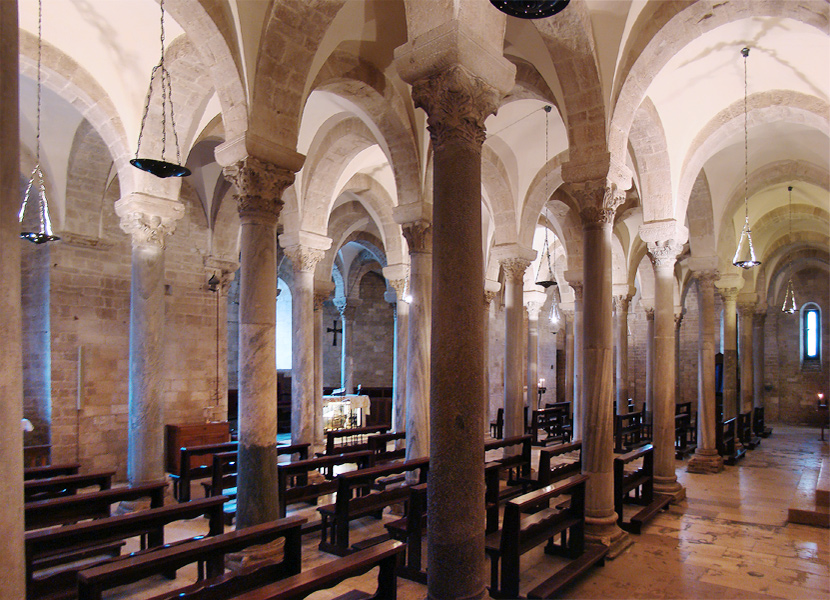
Cripta de la catedral de Trani.

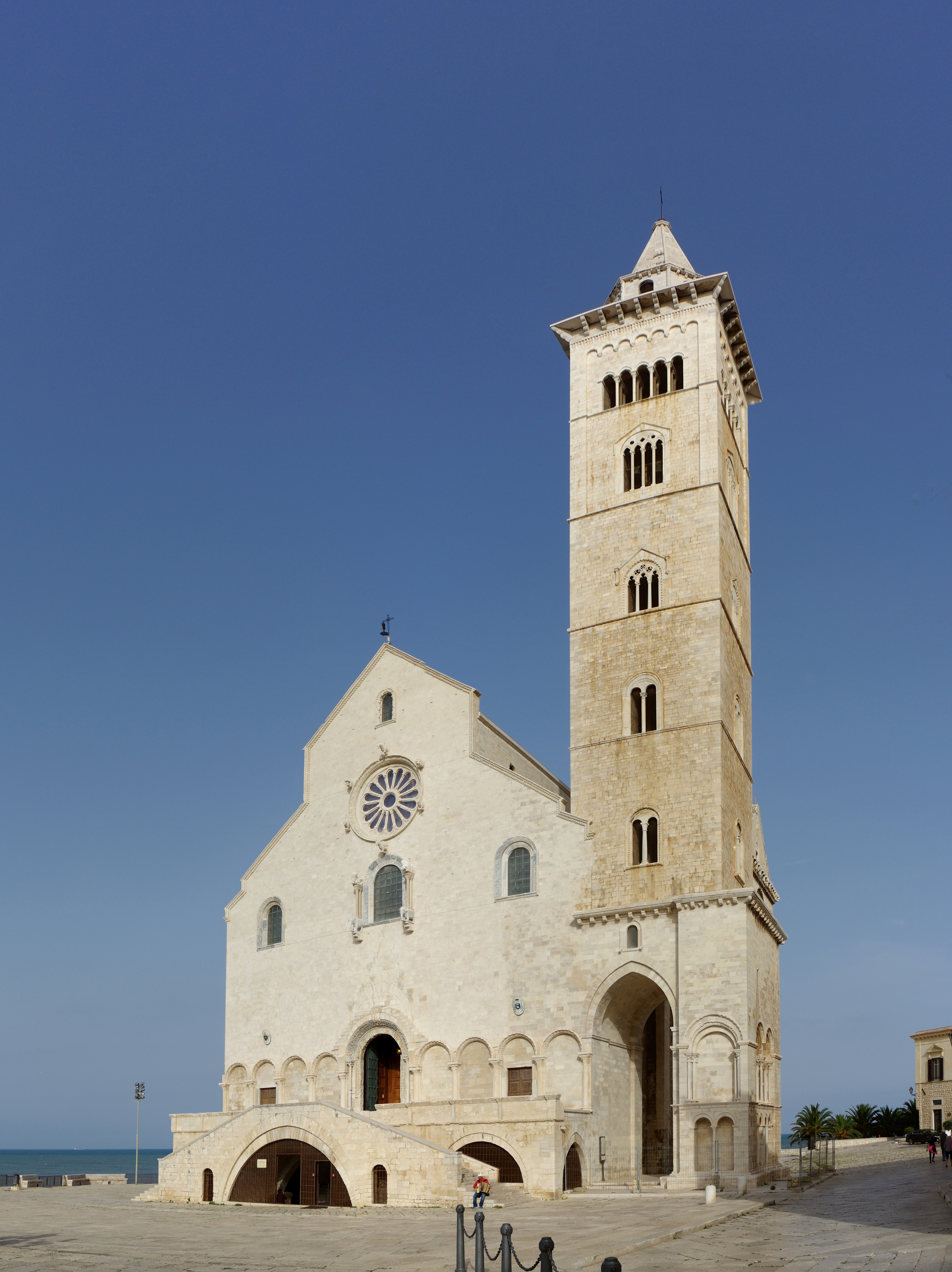
Catedral de Trani.

Pensó en peregrinar a Roma y se embarcó para ir a Otranto (Pulla). Según una leyenda popular e inverosímil, la continua repetición del Kirie eleison hizo que los marineros lo lanzasen al mar, pero aun así, llegó al puerto antes que el barco. En Otranto no fue bien recibido y su predicación tampoco fue entendida en Lecce ni en Tarento. 
LLegó a Trani el 20 de mayo de 1094, y murió a los quince días, el 2 de junio. Cuando le entrevistó el arzobispo Bizanzio, Nicolás dijo que seguía el consejo evangélico que decía que quien quisiera seguir a Cristo, tomase su cruz y lo hiciese como un niño para entrar al reino de los cielos. Se comportaba como los llamados "locos por Cristo", que actuaban de una manera comúnmente tildada de locura. Su simplicidad e ingenuidad movió al obispo a permitirle la predicación y que se quedara en la ciudad.
Pero el día 23 enfermó y en el lecho de un hombre que le había acogido en casa, Sabino, recibió numerosas visitas que le pidieron plegarias y consejo espiritual. Nicolás instruyó a los visitantes y les dio consuelo, hasta que murió el día 2 de junio, en viernes.

## Veneración
Pronto se le atribuyeron milagros por su intercesión. En 1098, el arzobispo Bizanzio de Trani pidió en un sínodo en Roma que Nicolás fuese incluido en el catálogo de santos por su virtud y los milagros acaecidos después de su muerte. Urbano II autorizó al obispo a permitir el culto, y el obispo, al volver a Trani, lo canonizó y erigió una basílica donde fue enterrado, la actual catedral de San Nicola Pellegrino. La casa donde murió es ahora la capilla de San Nicolino. Le está consagrado también un convento en el monte Helicón, en Grecia.
En 1748, Benedicto XIV lo incluyó en el martirologio romano.